# Kirch Jesar
Kirch Jesar ist eine Gemeinde im Landkreis Ludwigslust-Parchim in Mecklenburg-Vorpommern (Deutschland). Sie wird vom Amt Hagenow-Land mit Sitz in der Stadt Hagenow verwaltet.

## Geografie
Das einstige Bauerndorf liegt sechs Kilometer östlich der Stadt Hagenow am Rande des Jasnitzer Forstes. Zu Kirch Jesar gehört der unmittelbar östlich des Hauptortes gelegene Ortsteil Neu Klüß. Die nächste Anschlussstelle an der Bundesautobahn 24 ist Hagenow und liegt etwa fünf Kilometer nördlich von Kirch Jesar. Die Bahnstrecke Hamburg–Schwerin liegt abseits vom Ort im Ortsteil Ausbau des Dorfes und hat in Kirch Jesar einen eigenen Haltepunkt für Personenzüge.

## Geschichte
Der Ort wurde 1371 erstmals urkundlich erwähnt.
Seinen vermutlich letzten Brief schrieb der Schriftsteller und Freiheitskämpfer Theodor Körner am 23. August 1813 aus Kirch Jesar. Dieses Schreiben war an den Musiker, Verleger und Hofrat im Preußischen General-Finanzdirektorium Daniel Friedrich Parthey gerichtet.

## Politik

### Gemeindevertretung und Bürgermeister
Der Gemeinderat besteht (inkl. Bürgermeister) aus 8 Mitgliedern. Die Wahl zum Gemeinderat am 26. Mai 2019 hatte folgende Ergebnisse:
| Partei/Bewerber             | Prozent | Sitze |
| --------------------------- | ------- | ----- |
| WG Für ein Dorf mit Zukunft | 83,02   | 7     |
| SPD                         | 9,37    | 1     |

Bürgermeister der Gemeinde ist Ingo Schulz, er wurde mit 75,22 % der Stimmen gewählt.

### Wappen
| Wappen von Kirch Jesar | Blasonierung: „In Gold über blauem Wellenschildfuß, darin ein silberner Fisch, eine rote Kirche mit drei (2:1) Fenstern im Kirchturm und vier Fenstern im Langhaus.“ |
| Wappen von Kirch Jesar | Wappenbegründung: Seit 1970 besaß Kirch Jesar ein Wappen, das vor allem von der Symbolik her nicht den Anforderungen entsprach: Geteilt; oben in Rot eine goldene Mitra, unten in Blau ein silberner Fisch. In dem neuen Wappen stellen die Kirche und der Wellenschildfuß als redende Zeichen den bildlichen Bezug zum Gemeindenamen her, dessen zweiter Teil auf das altslawische (jezero = See) zurückgeführt wird. Zugleich symbolisiert die Kirche das Anfang des 18. Jh. errichtete und im 19. Jh. umgebaute Gotteshaus. Der Fisch soll an den einstigen Fischreichtum des jetzt fast verlandeten Sees erinnern. Das Wappen und die Flagge wurde von dem Schweriner Heraldiker Karl-Heinz Steinbruch gestaltet. Es wurde am 13. August 1996 durch das Ministerium des Innern genehmigt und unter der Nr. 107 der Wappenrolle des Landes Mecklenburg-Vorpommern registriert. |

### Flagge

Flagge der Gemeinde Kirch Jesar

Die Flagge wurde am 6. März 2001 durch das Ministerium des Innern genehmigt.
Die Flagge ist gleichmäßig längs gestreift von Blau und Gelb. In der Mitte des Flaggentuchs liegt, auf jeweils zwei Drittel der Höhe des blauen und des gelben Streifens übergreifend, das Gemeindewappen. Die Länge des Flaggentuchs verhält sich zur Höhe wie 5:3.

### Dienstsiegel
Das Dienstsiegel zeigt das Gemeindewappen mit der Umschrift „GEMEINDE KIRCH JESAR • LANDKREIS LUDWIGSLUST-PARCHIM“.

## Sehenswürdigkeiten

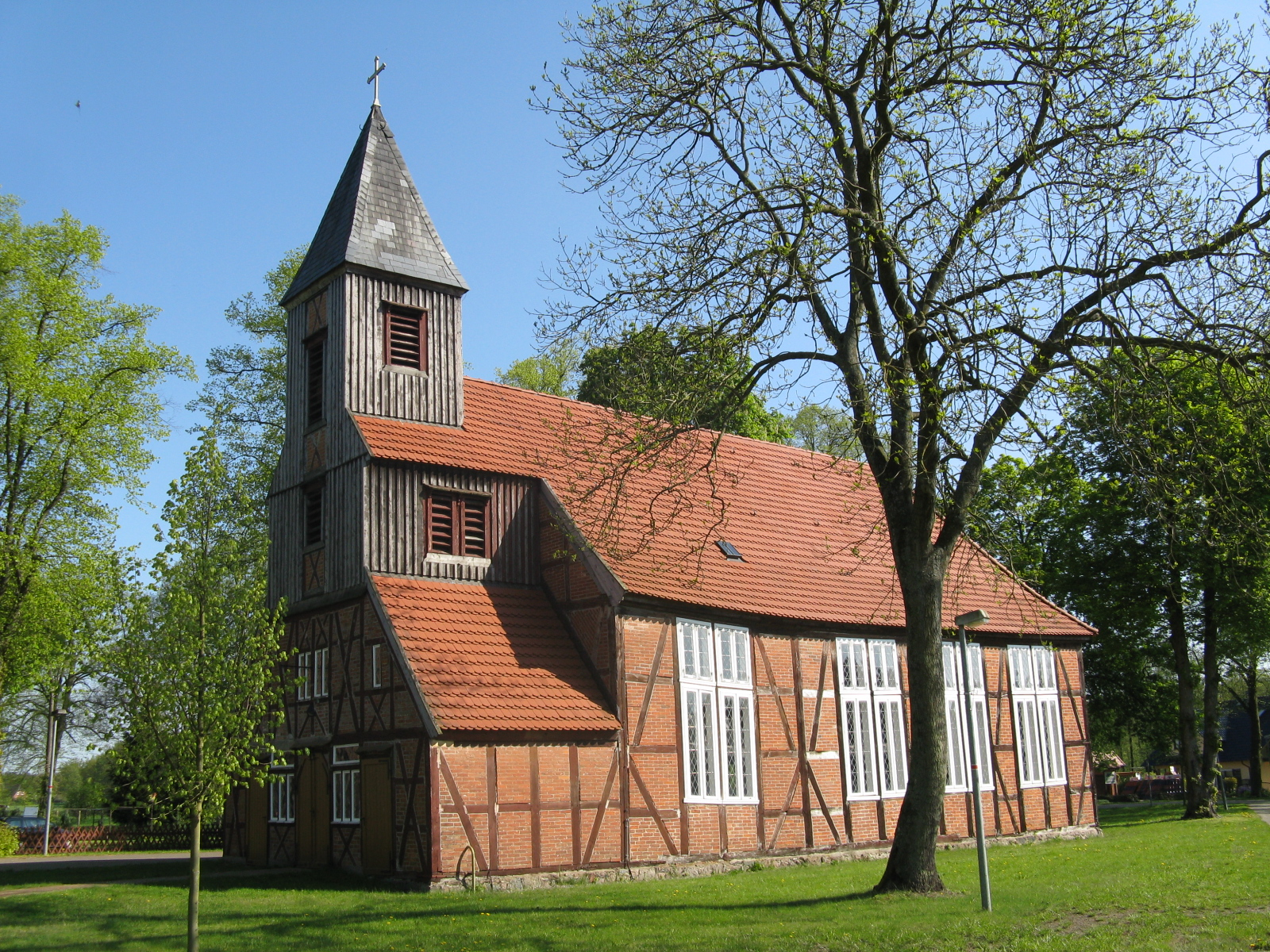
Dorfkirche

Die Kirche ist ein Fachwerkbau aus dem 18. Jahrhundert. Innerhalb des Ortskerns befindet sich eine restaurierte Räucherkate. Die Hauptstraße hat Alleencharakter und wird von über 100 Jahre alten Eichen gesäumt. Von Kirch Jesar aus führt ein Radweg durch das waldreiche Gebiet nach Hagenow.
Die Baudenkmale der Gemeinde sind in der Liste der Baudenkmale in Kirch Jesar aufgeführt.